# Flandriai pásztorkutya
A flandriai pásztorkutya (Bouvier des Flandres) egy belga fajta.

## Történet
Kialakulása az 1600-as évekre tehető. A fajta származása vitatott. Az 1800-as években több hasonló típus is élt a flandriai síkságokon. 1965-ig három változatát ismerték, amelyeket végül egyetlen standardba olvasztottak. A fajtaklub 1922-ben alakult meg Belgiumban. 

## Külleme
Marmagassága 58-69 centiméter, tömege 27-40 kilogramm. Kitűnő őrzőkutya, ami megnyilvánul félelmetes, tiszteletet parancsoló küllemében is. Szigorúságát jól fejlett szemöldöke, bajusza és szakálla még jobban kihangsúlyozza. tekintélyes megjelenése ellenére elsőrangú kedvenc, nagyon szereti a gyerekeket, mindig élénk. Ez a barátságos óriás bár egyáltalán nem mondható lustának, beéri kevesebb mozgással is.

## Jelleme
Természete éber, fogékony. Hűséges és bátor természetének köszönhetően az első világháborúban üzeneteket közvetített, és segített a sebesült katonák felkutatásában is.

## Képgaléria

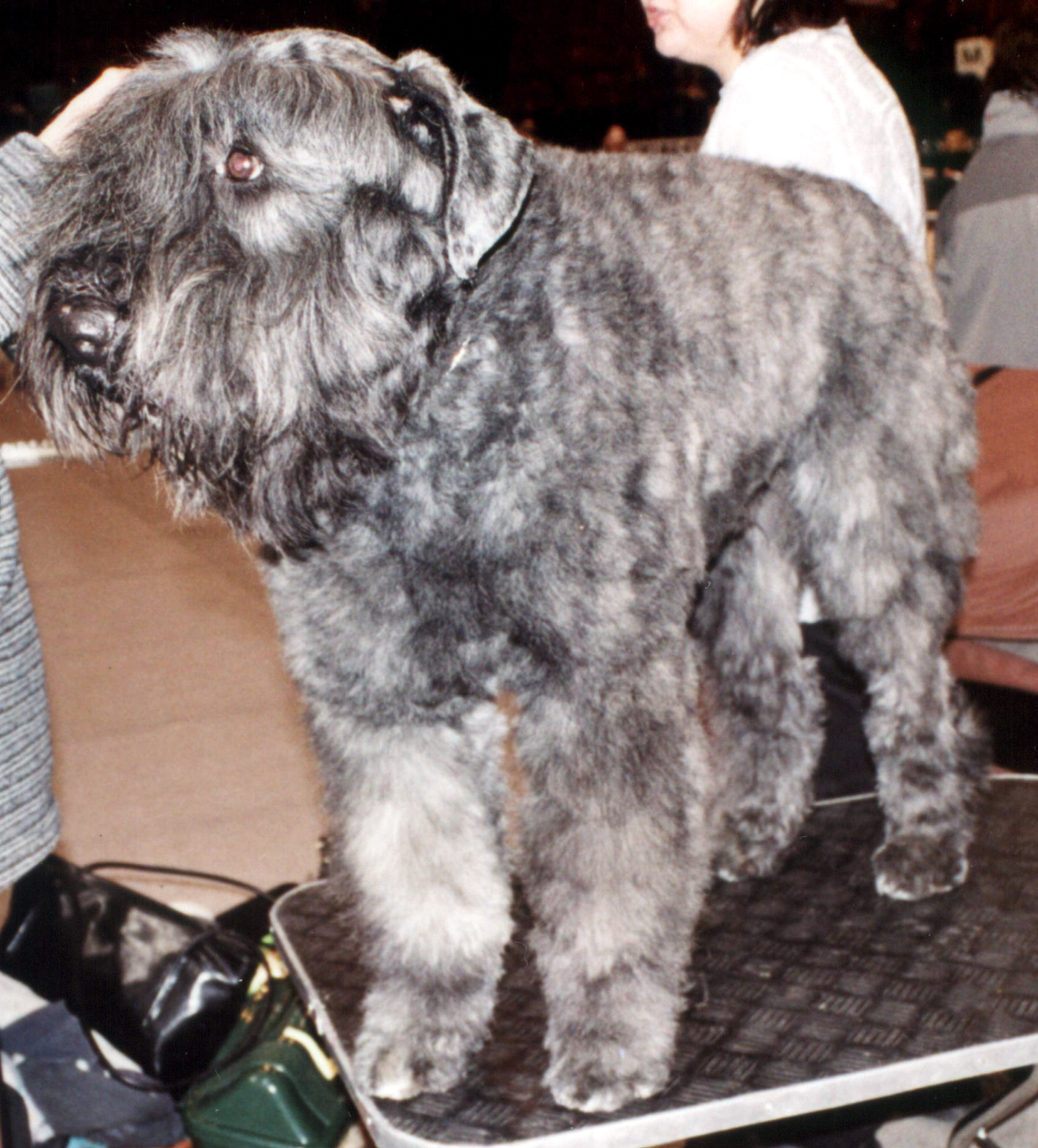
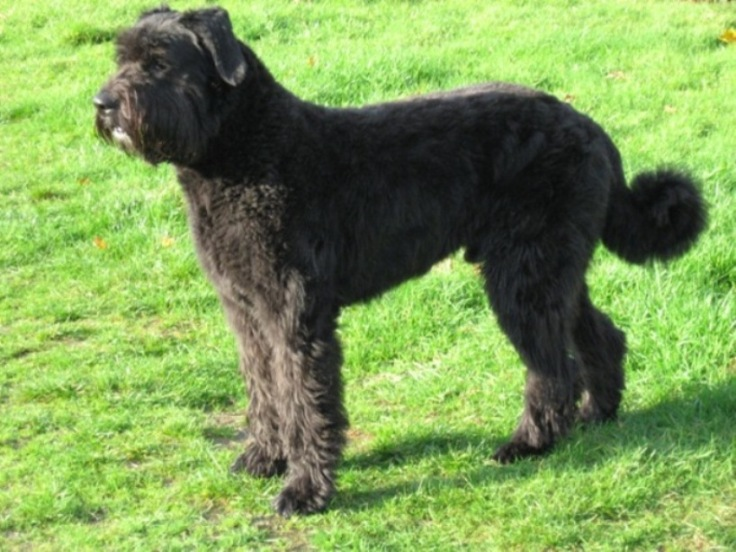
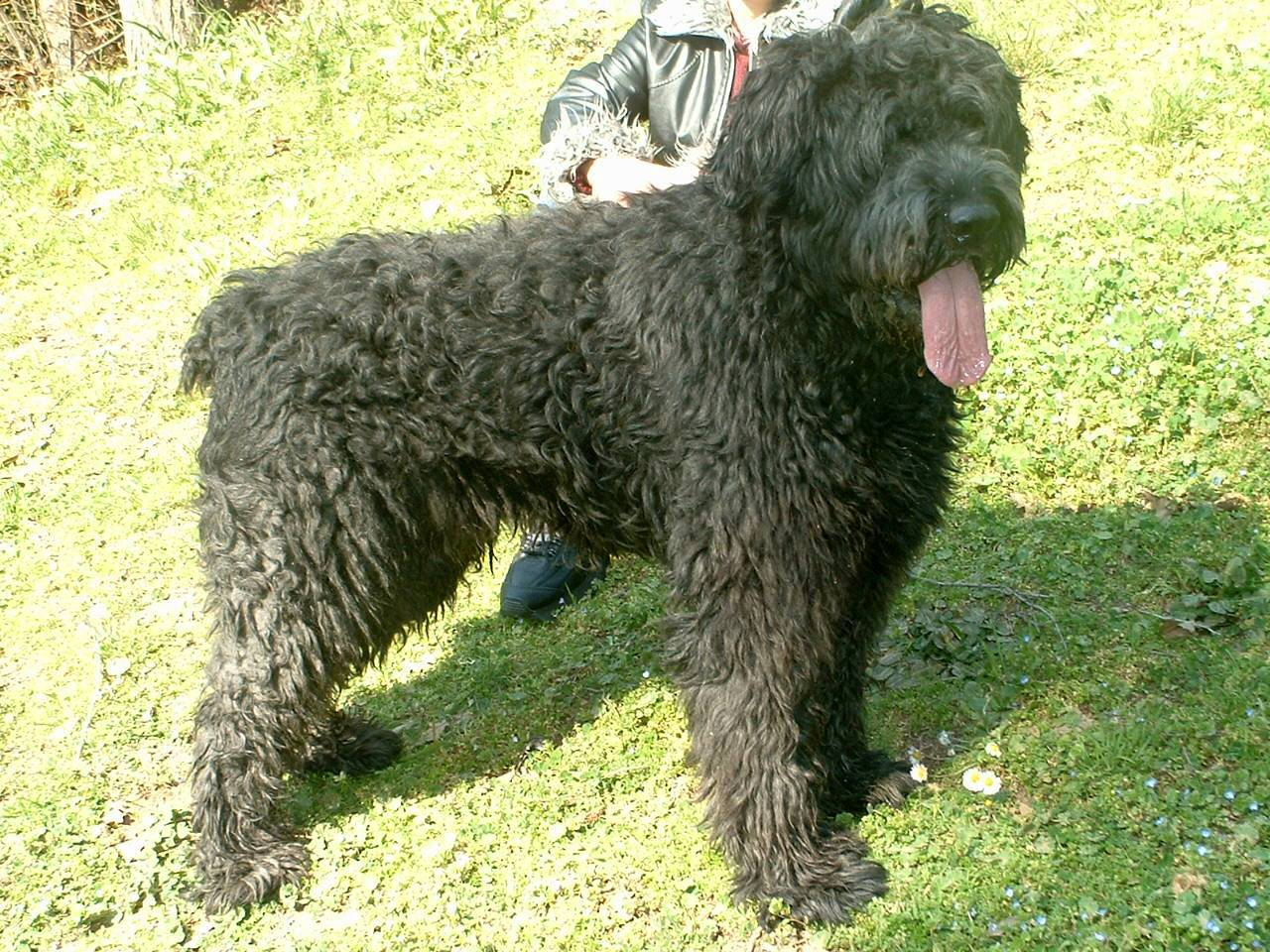